# Грбови Европе
Земље Европе имају следеће грбове:
| Земља                | Грб | Мото на грбу                                   | Чланак                              |
| -------------------- | --- | ---------------------------------------------- | ----------------------------------- |
| Азербејџан           |     | Без                                            | Грб Азербејџана                     |
| Албанија             |     | Без                                            | Грб Албаније                        |
| Андора               |     | Уједињена врлина је јача                       | Грб Андоре                          |
| Аустрија             |     | Без                                            | Грб Аустрије                        |
| Белгија              |     | Снага лежи у јединству                         | Грб Белгије                         |
| Белорусија           |     | Република Белорусија Рэспубліка Беларусь       | Грб Белорусије                      |
| Босна и Херцеговина  |     | Без                                            | Грб Босне и Херцеговине             |
| Бугарска             |     | Јединство чини снагу Съединението прави силата | Грб Бугарске                        |
| Ватикан              |     | Без                                            | Грб Ватикана                        |
| Грузија              |     | Снага је у слози ძალა ერთობაშია                | Грб Грузије                         |
| Грчка                |     | Без                                            | Грб Грчке                           |
| Данска               |     | Без                                            | Грб Данске                          |
| Естонија             |     | Без                                            | Грб Естоније                        |
| Република Ирска      |     | Без                                            | Грб Републике Ирске                 |
| Исланд               |     | Без                                            | Грб Исланда                         |
| Италија              |     | Италијанска Република                          | Грб Италије                         |
| Јерменија            |     | Без                                            | Грб Јерменије                       |
| Кипар                |     | 1960                                           | Грб Кипра                           |
| Летонија             |     | Без                                            | Грб Летоније                        |
| Литванија            |     | Без                                            | Грб Литваније                       |
| Лихтенштајн          |     | Без                                            | Грб Лихтенштајна                    |
| Луксембург           |     | Без                                            | Грб Луксембурга                     |
| Република Македонија |     | Без                                            | Грб Македоније                      |
| Малта                |     | Република Малта                                | Грб Малте                           |
| Мађарска             |     | Без                                            | Грб Мађарске                        |
| Молдавија            |     | Без                                            | Грб Молдавије                       |
| Монако               |     | С Божјом помоћи' Deo Juvante                   | Грб Монака                          |
| Немачка              |     | Без                                            | Грб Немачке                         |
| Норвешка             |     | Без                                            | Грб Норвешке                        |
| Пољска               |     | Без                                            | Грб Пољске                          |
| Португал             |     | Без                                            | Грб Португала                       |
| Румунија             |     | Без                                            | Грб Румуније                        |
| Русија               |     | Без                                            | Грб Русије                          |
| Сан Марино           |     | 'Слобода'                                      | Грб Сан Марина                      |
| Словачка             |     | Без                                            | Грб Словачке                        |
| Словенија            |     | Без                                            | Грб Словеније                       |
| Србија               |     | Без                                            | Грб Србије                          |
| Турска               |     | Без                                            | Грб Турске                          |
| Уједињено Краљевство |     | Бог и моје право Dieu et mon droit             | Краљевски грб Уједињеног Краљевства |
| Украјина             |     | Без                                            | Грб Украјине                        |
| Финска               |     | Без                                            | Грб Финске                          |
| Француска            |     | РФ                                             | Грб Француске                       |
| Холандија            |     | Издржаћу                                       | Грб Холандије                       |
| Хрватска             |     | Без                                            | Грб Хрватске                        |
| Црна Гора            |     | Без                                            | Грб Црне Горе                       |
| Чешка Република      |     | Без                                            | Грб Чешке Републике                 |
| Швајцарска           |     | Без                                            | Грб Швајцарске                      |
| Шведска              |     | Без                                            | Грб Шведске                         |
| Шпанија              |     | Далеко и још даље                              | Грб Шпаније                         |